# Zandile Ndhlovu
Zandile Ndhlovu é uma conservacionista, ativista social e cineasta sul-africana que é a primeira mulher negra instrutora de mergulho livre do país. Ela é a fundadora da Fundação Black Mermaid. Em novembro de 2023, Ndhlovu foi nomeada para a lista das 100 mulheres da BBC.
Ndhlovu foi criada no município sem litoral de Soweto, que faz fronteira com Joanesburgo. Ela nunca tinha ido a uma piscina ou aprendido a nadar quando criança até os onze anos de idade e se matricular em uma escola multirracial. Anteriormente, ela foi consultora com foco em igualdade, diversidade e inclusão. Seu amor pelo mar se desenvolveu depois que ela foi para Bali, na Indonésia, e experimentou mergulho com snorkel pela primeira vez. Enquanto folheava o Instagram, ela descobriu o mergulho livre e tornou-se certificada como instrutora de mergulho.  Ndlovu se tornou a primeira instrutora de mergulho negra da África do Sul e foi carinhosamente chamada de Sereia Negra. Em 2020 ela fundou a Fundação Black Mermaid. No município de Langa, próximo à Cidade do Cabo, ela começou a trabalhar com um grupo comunitário. Ela os ensinou a nadar e mergulhar com snorkel na água e também os conscientizou sobre os efeitos dos resíduos plásticos na vida selvagem.